# 陈云林
陈云林（1941年12月—），男，辽宁黑山人，中华人民共和国政治人物，曾任中共中央台湾工作办公室主任、國務院台灣事務辦公室主任。

## 生平
1966年5月加入中国共产党。1966年9月参加工作。1967年毕业于北京农业大学土壤化学系。此后历任齐齐哈尔市榆村屯化工厂技术员、主任、党支部副书记、党委委员、革委会副主任、厂党委副书记、副厂长、厂长。1981年起，任齐齐哈尔市计委主任、中共齐齐哈尔市委常委。1983年，任齐齐哈尔市市长、中共齐齐哈尔市委副书记。1984年调往哈尔滨，历任中共黑龙江省委副书记，黑龙江省经济体制改革委员会主任。1987年起，历任黑龙江省人民政府副省长、中共黑龙江省委副书记、省委常委。
1994年1月，陈云林辞去黑龙江省人民政府副省长职务。同年起，陈云林担任中共中央台湾工作办公室副主任。1997年1月，出任中共中央台湾工作办公室主任。2008年3月，出任第十一届全国政协港澳台侨委员会主任。2008年6月3日，当选海峡两岸关系协会会长，同时卸任中共中央台湾工作办公室主任职务。任内，2008年11月，陈云林率海峡两岸关系协会（簡稱「海協會」）协商代表团访问台灣，成为海协会成立以来首位应邀访问台湾的会长。 在訪臺期間，發生了爭議與衝突。2013年4月26日，在海峡两岸关系协会第三届理事会第一次会议上，陈德铭被推举为新任会长。
陈云林是中共第十四届中央候补委员，十五届、十六届中央委员。曾任第十一届全国政协常委、港澳台侨委员会主任。

## 个人爱好
陈云林愛好讀書及體育運動，對中國古典文學、歷史、中外經濟方面的著作及一些歷史人物的傳記均感興趣。